# Bataille du Oued Aslaf
 (janvier 2022).
Conquête de l'Algérie par la France
La bataille du Oued Aslaf  oppose en juillet 1847 les troupes du sultan du Maroc Abderrahmane ben Hicham, sous le commandement de son neveu Mouley-Hachem et du gouverneur du Rif Al-Ahmar, face à l'armée de l'Émir Abd el-Kader, dans le contexte de la conquête de l'Algérie par la France.

## Contexte historique
À la suite du traité de Tanger (1844), l'émir est déclaré hors-la-loi dans toute l'étendue du royaume du Maroc aussi bien qu'en Algérie. Il est poursuivi à main armée par les Français sur le territoire de l'Algérie, et par les Marocains sur leur territoire jusqu'à ce qu'il soit expulsé ou qu'il soit tombé au pouvoir de l'une ou l'autre nation.

## Déroulement des opérations
Dans le mois de juillet 1847, la smala de l'émir Abd el-Kader était installée sur le Oued Aslaf dans le territoire du Rif. L'Armée marocaine sous les ordres de Mouley-Hachem est envoyée pour combattre Abd el-Kader et le rejeter en Algérie.
Mouley-Hachem commence par envoyer des unités de reconnaissance, elles seront vite repoussées par l'avant-garde de la smala. À la suite de cela, Abd el-Kader demande au prince marocain une explication pour ces hostilités en temps de paix, il reçoit une réponse hautaine et méprisante. Durant la nuit, les unités d'Abd el-Kader attaque le campement du gouverneur Al-Ahmar, le tuent ainsi que beaucoup de ses hommes. Mouley-Hachem parvient à peine à s'échapper.
Cette attaque est préemptive, en effet les espions d'Abd el-Kader ont appris que le gouverneur du Rif voulait attaquer l'émir avant la bataille. Des informants locaux le confirment par la suite.

## Suites et conséquences
À la suite de cette bataille, le sultan Abderrahmane ben Hicham accepte cette défaite sans chercher vengeance. Il lui suffit d'avoir prouvé son bon vouloir à exécuter le traité de Tanger.